# 吉隆坡循人中學
吉隆坡循人中學（英語：Tsun Jin High School）是馬來西亞吉隆坡一所由華社出資創辦的華文獨立中學，成立於1913年，中學則增辦於1955年，曾於2012年和2015年獲得由馬來西亞教育部所頒發的學校質量標準評估五星證書。

## 校史

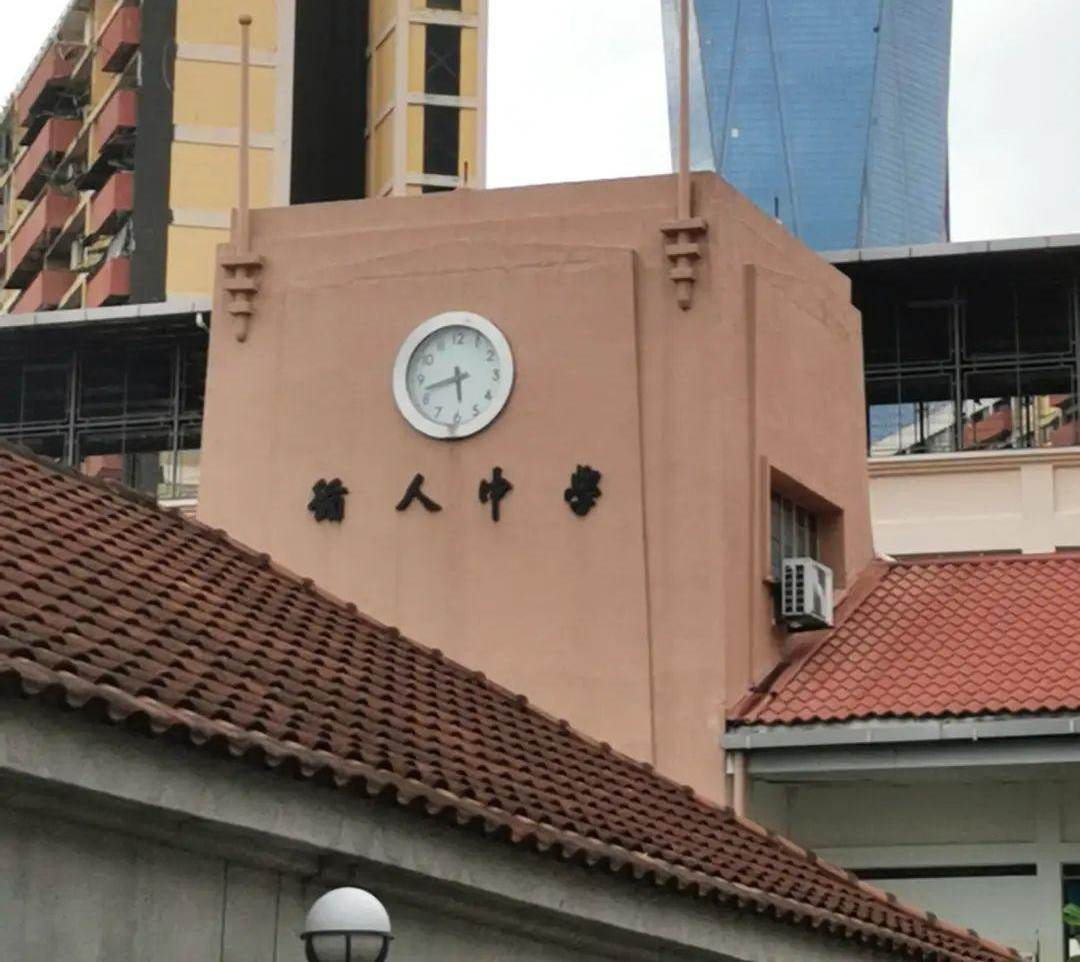
吉隆坡循人中學主樓

因惠州於隋唐時期稱循州，學校遂以“循人”命名，以示飲水思源。循人學校於1913年4月7日成立，由吉隆坡惠州會館私塾蛻變而成，當時稱為“循人初等小學堂”，首任校長為林善儒先生。學校自此一直運作至1942年日本南侵馬來亞，學校因此被迫停辦至1945年日軍投降。朱荣芦丶廖沛如丶丘满丶萧满丶叶立基丶叶信儒當時力倡复校，於是學校在1945年12月復辦，借用惠州會館為臨時校舍。1954年，學校耗資三十萬元在陸佑路現址建立涵蓋二十間課室、大禮堂、辦公室等的校園。
1955年，學校增辦初中部，循人中學由此成立，第一年招收之初中一新生共一百七十餘名，共開四個班級。1957年，第一屆初中三學生畢業，董事會向政府申請增辦高中部，但未獲得批准。小學部改制為標準型華文小學，後來改為國民型華文小學。1958年，董事會進行改組，中小學行政自此分開運作。1961年4月，教育局發出通告表示中小學不能共用校舍，因此小學搬遷至甘榜班登現址，而中學則留在陸佑路現址。1962年，馬來西亞許多華文中學根據1961年教育法令接受政府津貼而改制為國民型華文中學，為了維持和發展母語教育，循人中學拒絕改制，成為華文獨立中學，是年增辦高中部。